# Yirrkala ori
Yirrkala ori är en fiskart som beskrevs av Mccosker 2011. Yirrkala ori ingår i släktet Yirrkala och familjen Ophichthidae. Inga underarter finns listade i Catalogue of Life.